# Wszystko albo nic (singel)
Wszystko albo nic (cz. Všechno nebo nic) – singel Ewy Farnej promujący polsko-czesko-słowacki film Wszystko albo nic.

## Všechno nebo nic
Všechno nebo nic – czesko-słowacka edycja singla Wszystko albo nic. Premiera utworu odbyła się wraz z premierą teledysku 30 grudnia 2016. Reżyserem teledysku jest Alan Kępski.

### Pozycje na listach przebojów
| Lista            | Najwyższa pozycja |
| ---------------- | ----------------- |
| Czeskie Top 50   | 20                |
| Radio Top 100    | 96                |
| Słowackie Top 50 | 1                 |
| Radio Top 100    | 4                 |
| POL (Airplay)    | 42                |
| POL (Nowości)    | 2                 |

## Wszystko albo nic
Wszystko albo nic – polska edycja singla. Premiera utworu odbyła się wraz z premierą teledysku 2 stycznia 2017. Reżyserem teledysku jest Alan Kępski. Radiowa premiera utworu odbyła się 4 stycznia 2017 na antenie Radia Eska.

### Pozycje na listach przebojów
| Lista         | Najwyższa pozycja |
| ------------- | ----------------- |
| POL (Airplay) | 10                |
| POL (Nowości) | 2                 |
| RMF FM        | 1                 |

## Certyfikat
| Kraj          | Certyfikat         | Sprzedaż |
| ------------- | ------------------ | -------- |
| Polska (ZPAV) | 2x platynowa płyta | 40 000+  |